# Robert Reeves
Pour les articles homonymes, voir Reeves.
Robert Reeves, né en 1912 à New York et mort le 11 juillet 1945, est un écrivain américain de roman policier.

## Biographie
Il fait des études supérieures en histoire, en anglais et en anthropologie à l'Université de New York, mais est bientôt contraint d'accepter un emploi de chauffeur de poids-lourd.
Il exerce également plusieurs autres petits boulots, dont charpentier et ébéniste, avant de s'installer à Hollywood, à la fin des années 1930, pour tenter de faire carrière dans le cinéma comme directeur de casting, régisseur général, assistant producteur et superviseur de scénarios.
Pendant la Seconde Guerre mondiale, en juillet 1942, il s’engage dans l’aviation américaine.
Il meurt en juillet 1945 pendant la Guerre du Pacifique. Son corps est enterré à l’étranger, puis rapatrié en 1950 pour être enterré au cimetière national de fort McPherson au Nebraska.
Dans ses trois romans policiers et dans sept nouvelles, Robert Reeves met en scène Cellini Smith, le comptable d’une bande de gangsters dirigée par Tony Moro. Cellini devient détective privé à Los Angeles dès le deuxième roman, après que son patron ait été abattu par la police. Dans le Dictionnaire des littératures policières, Claude Mesplède précise que les récits de Robert Reeves, qui oscillent « entre humour et violence, rappellent davantage l'école de Latimer que celle de Whitfield ».
Trois nouvelles policières humoristiques de Robert Reeves ont pour héros le jeune chauffeur de poids-lourd Bookie Barnes qui élucide des énigmes au gré de ses déplacements sur les autoroutes américaines.

## Œuvre

### Romans
- Dead and Done For (1939) Publié en français sous le titre Pas folle la guêpe, Paris, Gallimard, coll. « Série noire » no 87, 1951
- Dog Eat (1940), publié en trois épisodes dans Black Mask au dernier trimestre 1940, puis renommé No Love Lost lors de sa publication en volume en 1941, puis Come Out Killing en 1953 pour une nouvelle version abrégée traduite en français Publié en français sous le titre Au finish, Paris, Gallimard, coll. « Série noire » no 210, 1954
- Cellini Smith Detective[2], Houghton Mifflin (1943)

### Nouvelles
Les premières nouvelles de Robert Reeves sont parues dans diverses publications des années 1930 :
- The Desert Hawk (juin-juillet 1930)
- The Death Trap (août 1933)
- The Midnight Patient (juin 1935)
- The Alibi (janvier 1936)

Entre 1941 et 1945, neuf nouvelles, dont sept ayant pour héros Cellini Smith et une ayant pour héros Bookie Barnes, sont publiées dans le pulp Black Mask, dont la dernière de manière posthume

#### SérieCellini Smith
- The Flying Hearse (mars 1941)
- No Love Lost (réed. Come Out Killing) (mars 1941)
- The Cat with the Headache (juin 1941)
- Bail Bait (janvier 1942)
- A Taste for Murder (novembre 1942)
- Murder A.W.O.L. (novembre 1944)
- Blood, Sweat and Biers (janvier 1945)
- Alcoholics Calamitous (septembre 1945)

#### SérieBookie Barnes
- Murder in High Gear (août 1941)

#### Autre nouvelle
- Dance Macabre (avril 1941)

Deux autres nouvelles ayant pour héros Bookie Barnes paraissent dans Dime Detective en 1942

#### SérieBookie Barnes
- Over a Barrel (mars 1942)
- Murder Without Death (juin 1942)